# اتحادیه دلوس

امپراتوری آتن پیش از آغاز جنگ‌های پلوپونزی.

اتحادیه دلوس، پیمانی نظامی و امنیتی میان ۱۵۰ تا ۱۷۳ دولت-شهر یونانی به رهبری آتن بود که در سال ۴۷۷ پ. م برای رویارویی با شاهنشاهی هخامنشی در جزیره دلوس ایجاد شد. بعداً در سال ۴۵۴ پ. م پریکلس، حاکم آتن، با این بهانه که جزیره دلوس در خطر یورش ایرانیان است، خزاین اتحادیه را به آتن منتقل کرده و عملاً آتن را به مرکز اتحادیه تبدیل کرد. پس از افزایش گسترهٔ این اتحادیه، تاریخ‌نویسان آن را با نام امپراتوری آتن نیز ثبت کرده‌اند. در برابر این اقدامات، اسپارت رهبری مخالفان آتن را به دست گرفته و پیمانی بر ضد آتن به نام اتحادیه پلوپونزی ایجاد کرد. از سال ۴۳۱ پ. م که جنگ پلوپونز میان دو اتحادیه آغاز شد، آتن عملاً هژمونی خود را به اتحادیه تحمیل کرد. از این رو برخی از آن به نام امپراتوری آتن نام می‌برند. جنگ‌های پلوپونزی با شکست کامل و قطعی آتن در ۴۰۴ پ. م و ویرانی دیوارهای شهر به پایان رسید. پس از آن اسپارت که از پشتیبانی کامل ایران برخوردار بود، مزدوران خود را بر آتن حاکم کرد.